# Yr.no
Yr.no är en norsk webbplats som ger väderprognoser och annan meteorologisk information. Den grundades 19 september 2007 och drivs som ett samarbete mellan Norsk Rikskringkasting (NRK) och Meteorologisk institutt. På webbplatsen kan man hitta maskingenererade väderprognoser (som diagram och kartor) för omkring 1 miljon platser i Norge och 12 miljoner platser världen över (2022).
YR erbjuder fri källkod och stöd för utvecklare, så att vissa data kan användas av andra webbplatser och onlinetjänster.